# Vlagyimir Makszimovics Szalkov
Vlagyimir Makszimovics Szalkov, oroszul: Владимир Максимович Сальков, ukránul: Володимир Максимович Сальков (Donyeck, 1937. április 1. – Moszkva, 2020. július 9.) szovjet-orosz labdarúgó, hátvéd, edző.

## Pályafutása

### Játékosként
A Sahtyor Sztalino korosztályos csapatában kezdte a labdarúgást. 1957–58-ban az SZKVO Kujbisev, 1959-ben a Krilja Szovetov, 1960 és 1968 között a Sahtyor Donyeck labdarúgója volt. A Sahtyorral két szovjekupa-győzelmet ért el.

### Edzőként
1970–71-ben a Metallurg csapatánál kezdte edzői pályafutását. 1971 és 1974 között a Sahtyor Donyeck sportigazgatója, majd 1974 és 1978 között a csapat vezetőedzője volt. 1979–80-ban a Torpedo Moszkva szakmai munkáját irányította.
1982 és 1992 között a szovjet válogatott különböző csapatainál dolgozott edzőként. 1982–83-ban az olimpiai csapat vezetőedzője, majd 1983–84-ben segédedzője volt. 1984 és 1986 között az A-válogatottnál segédedzőként tevékenykedett. 1986 és 1990 között ismét az olimpiai csapatnál dolgozott: 1986 és 1988 között segédedzőként, 1989–90-ben vezetőedzőként. A szöuli olimpián aranyérmes együttesnél segédedzőként tevékenykedett. 1990 és 1992 között az A-válogatott segédedzője volt.
1993–94-ben az orosz Rotor, 1995-ben az ukrán Sahtar Doneck vezetőedzője volt. A Rotoral bajnoki ezüstérmet, a Sahtarral ukránkupa-győzelmet ért el.
1995-től az orosz válogatott olimpiai csapatának a segédedző, majd 1998-ban az A-válogatott másodedzője volt. 2000–01-ben az üzbég válogatott szövetségi kapitányaként tevékenykedett. 2002-ben ismét az Rotor vezetőedzője volt.

## Sikerei, díjai

### Játékosként
Sahtyor Donyeck
- Szovjet kupa
  - győztes (2): 1961, 1962

### Edzőként
Szovjetunió
- Olimpiai játékok – segédedzőként
  - aranyérmes: 1988, Szöul

 /  Sahtyor Donyeck
- Szovjet bajnokság
  - 2.: 1975
  - 3.: 1978
- Szovjet kupa
  - döntős: 1978
- Ukrán kupa
  - győztes: 1995

 Rotor
- Orosz bajnokság
  - 2.: 1993